# أشرف درة (غلامان)
أشرف درة (بالفارسية: اشرف‌دره) هي مستوطنة تقع في إيران في قسم غلامان الريفي. يقدر عدد سكانها بـ 1,265 نسمة .